# Martyrium des heiligen Sebastian (Fréhel)

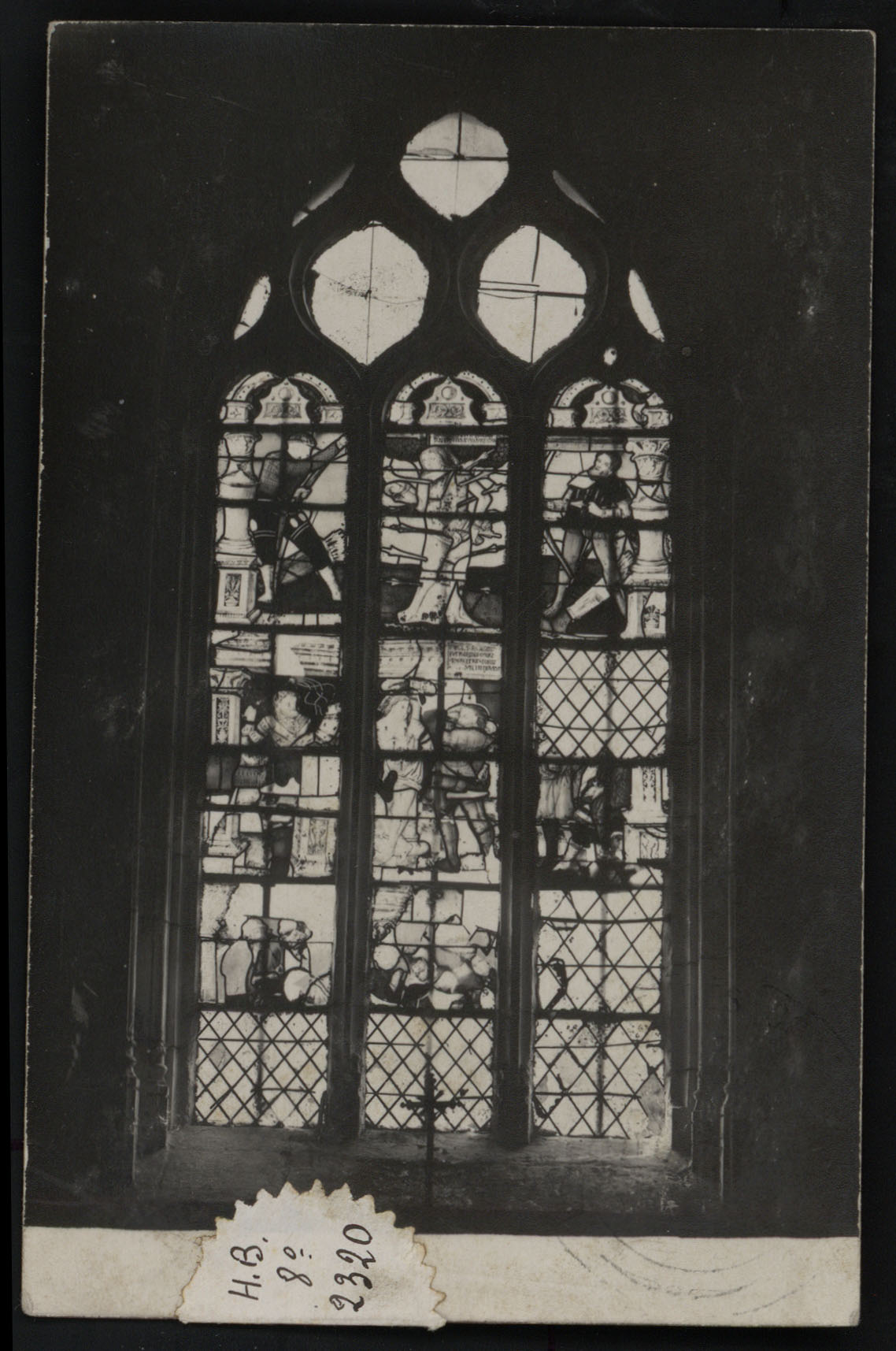
Fenster Martyrium des heiligen Sebastian in Fréhel (Postkarte aus dem Jahr 1910)

Das Fenster Martyrium des heiligen Sebastian in der katholischen Kapelle St-Sébastien de Pléhérel in Fréhel, einer französischen Gemeinde im Département Côtes-d’Armor in der Region Bretagne, wurde um 1535/40 geschaffen. Im Jahr 1936 wurde das Bleiglasfenster als Monument historique in die Liste der geschützten Objekte (Base Palissy) in Frankreich aufgenommen.
Das zentrale Fenster (Nr. 0) im Chor wurde von einer unbekannten Werkstatt geschaffen. Es besitzt drei Lanzetten, von den ursprünglichen Szenen mit der Darstellung des Martyriums des heiligen Sebastian fehlen fünf vollständig. Diese wurden 1987/88 von Michaël Messonnet vom Atelier Hubert de Sainte-Marie neu geschaffen.